# Gregorio María Aguirre García
Gregorio María Aguirre García O.F.M. (La Pola de Gordón, 12 maart 1835 – Toledo, 10 oktober 1913) was een Spaans aartsbisschop en kardinaal.

## Biografie
In 1874 werd hij tot priester gewijd. Aguirre was rector theologie aan verschillende universiteiten in Spanje en de Filipijnen. In 1885 werd hij bisschop van Lugo en in 1894 werd hij aartsbisschop van Burgos. In 1907 volgde zijn verheffing tot kardinaal-priester door paus Pius X. Hij was tussen 1909 en 1913 aartsbisschop van Toledo en als zodanig primaat van Spanje. Ook was hij patriarch van West-Indië.
Hij overleed op 78-jarige leeftijd in 1913.
- Biblioteca Nacional de España: XX1172332
- Bibliothèque nationale de France: cb10638423h (data)
- Gemeinsame Normdatei: 1060692732
- International Standard Name Identifier: 0000 0000 0447 7288
- Virtual International Authority File: 2460422
- WorldCat: E39PBJjhFXfc8ChhDYyC8byTpP